# Peniophoraceae
Peniophoraceae is een familie van schimmels uit de orde Russulales. De soorten deze familie komen wereldwijd voor en leven als saprofyt op dood hout en veroorzaken rot.

## Geslachten
Volgens Index Fungorum maken de volgende geslachten onderdeel uit van deze familie:
- Amylofungus (2)
- Asterostroma (26)
- Baltazaria (4)
- Dendrophora (1)
- Dichantharellus (2)
- Dichopleuropus (1)
- Dichostereum (14)
- Duportella (14)
- Entomocorticium (12)
- Gloiothele (13)
- Lachnocladium (38)
- Licrostroma (1)
- Peniophora (174)
- Stereofomes (3)
- Vararia (70)